# Buqa Temür
Pour les articles homonymes, voir Temur.
Bogatemur ou Buqa Temür (mongol : ᠪᠥᠬᠡᠲᠡᠮᠦᠷ, VPMC : Böqetemür, cyrillique : Бөхтөмөр, MNS : Bökhtömör),  est un khan djaghataïde qui règne sur la Transoxiane, au sud du khanat de Djaghataï, de 1272 à 1274, sous le contrôle de Qaïdu.
Fils de Qadaqchi, il succède à Nikpaï Oghoul, qui est exécuté après s'être révolté contre Qaïdu. Il meurt peu après son arrivée au pouvoir et Qaïdu place Douwa, fils de Baraq, sur le trône.
Son frère Taliku sera Khan brièvement entre 1308 et 1309, à la mort de Kundjuk, sa conversion à l'islam sera désapprouvée par les autres princes mongols et il sera tué.